# 粗糙蓬子菜
粗糙蓬子菜（学名：[Galium verum var. trachyphyllum] 错误：{{Lang}}：文本有斜体标记（帮助））为茜草科拉拉藤属下的一个变种。

## 扩展阅读
- 維基物種上的相關：粗糙蓬子菜